# البوکرکی (نیومکزیکو)
البوکِرکی (به انگلیسی:Albuquerque) یا Querque یا ABQ, Duke City نیز بعضاً نامیده شده است، بزرگترین شهر ایالت نیومکزیکو در ایالات متحده آمریکا است. با وجود اینکه شعار این شهر البوکرکی را سبز نگه دارید است اما این شهر چون در دل ایالت گرم و خشک آمریکا؛ در جنوب غرب میانه هم مرز با ایالت تگزاس و نوادا که دو ایالات خشک دیگر هستند و نیز کشور همسایه جنوبی یعنی مکزیک که این کشور نیز عمدتاً بیابانی است، شهری با اقلیم گرم و خشک و با درختان و جانوران اغلب صحرایی به شمار میرود، اگرچه برخی سالها ممکن است با زمستانها و بهارهای گاهی مرطوب و هوای ابری با بارش باران همراه باشد، مورد مهم تر درباره شعار این شهر بنابه دیدگاه تقریباً اصلی اینست که مفهوم آن به فلسفه زنده و پویا نگاه داشتن البوکرکی توسط ساکنان اشاره دارد. البوکرکی شهری با قدرت متوسط ناحیه‌ای و منطقه‌ای محسوب می‌شود.

## جغرافیا
البوکرکی در شمال ایالت نیومکزیکو و در شهرستان برنالیو واقع شده‌ است. کلانشهر البوکرکی پنجاه و چهارمین کلانشهر بزرگ در ایالات متحده است. کناره شرقی شهر به کوهستان سندیا (Sandia) محدود شده و رودخانه ریو گرانده از سوی شمال به جنوب در میانه شهر جریان دارد.

## نام
باور عمومی بر این است که یک فرماندار محلی به نام «دون فرانسیسکو کوئروو ای والدِس» این شهر را که در آغاز دهکده‌ای بیش نبود به افتخار «دون فرانسیسکو فرناندز دلا کوئوا ای انریکه د کابررا»، که از ۱۶۵۳ تا ۱۶۶۰ نایب‌السلطنه منطقه «اسپانیای نو» بود نامگذاری کرده‌است.
یکی از عنوان‌های اشرافی دلا کوئوا، دوک آلبوکرک بود که به شهر آلبوکرک در اسپانیا اشاره دارد. بعدها انگلیسی‌زبانان آلبوکرک را به صورت البوکرکی تلفظ کردند.
ریشه این نام از واژه لاتین alba quercus به‌معنای بلوط سفید گرفته شده است و این درخت که از آن چوب‌پنبه تهیه می‌شود در منطقه شهر آلبوکرک اسپانیا به‌فراوانی یافت می‌شود و تصویری از بلوط سفید نیز در نشان آن شهر ترسیم شده‌ است.
در ریشه‌یابی عوامانه غربی، برخی واژه آلبوکرک را با واژه عربی البرقوق به‌معنی آلو مرتبط پنداشته‌اند که به زبان گالیسی اسپانیا راه یافته و به‌شکل albaricoque درآمده و معنی زردآلو گرفته و بر پایه یک داستان، دهکده اولیه البوکرکی نیومکزیکو در نزدیکی یک درخت زردآلو بنا شد و مرزبانان آن ناحیه این واژه را تحریف کرده و به صورت البوکرکی تلفظ کرده‌اند.

## تاریخچه
البوکرکی در سال ۱۷۰۶ با نام «رانچوس د آلبوکرکی»، به‌عنوان یکی از پاسگاه‌های استعماری اسپانیا در کنار راه معروف به «کامینو رئال» که مسیر قدیمی بازرگانی بین سانتافه (مرکز نیومکزیکو) و مکزیکوسیتی بود تأسیس شد. نام این دهکده از نام شهر آلبوکوئرکه اسپانیا گرفته شد و در آغاز شکل یک روستای سنتی اسپانیایی را داشت. این دهکده یک میدان مرکزی داشت و یک کلیسا که ساختمان‌های دولتی این میدان را احاطه کرده‌ بودند. این میدان و کلیسای سان فیلیپه دنری که در سال ۱۷۹۳ ساخته شده‌ است هنوز هم موجود و برپا هستند و مرکز شهر قدیم‌ البوکرکی را تشکیل می‌دهند. مرکز شهر جدید در منطقه‌ای جنوبی‌تر از مرکز قدیم واقع شده‌ است.
این شهر که در سال ۱۷۹۷ میلادی بنیاد شده در سال ۱۸۳۲ رسماً عنوان شهر گرفت و در سال ۱۹۱۲ به ایالت نیومکزیکو پیوست.

## جمعیت
جمعیت شهر ۵۵۳ هزار نفر و همراه با توابع آن در سال ۲۰۱۱ حدود ۹۹۰ هزار نفر پیش‌بینی شده‌است.

## مردم
۴۲٫۱ درصد از جمعیت شهر البوکرکی سفیدپوست، و ۴۶٫۷ درصد از جمعیت لاتین‌تبار هستند. سیاهپوستان ۲٫۷ درصد و سرخ‌پوستان ۳٫۸ درصد از جمعیت شهر را تشکیل می‌دهند و ۲٫۵ درصد نیز زردپوست (آسیایی) هستند.

## هنر و فرهنگ
البوکرکی ۳۰۰ سازمان، موزه، جشنواره و انجمن در زمینه هنرهای تجسمی، موسیقی، رقص، ادبیات، فیلم، قوم‌نگاری، و صنایع دستی دارد.
بزرگترین جشنواره بالون جهان هر ساله در ابتدای ماه اکتبر در این شهر برگزار می‌شود.
سریال تلویزیونی برکینگ بد که از آن به‌عنوان «تحسین برانگیزترین سریال تلویزیونی تاریخ جهان» یاد می‌شود در این شهر ساخته شده‌است.

## بزرگ‌ترین کارفرمایان در البوکرکی
دانشگاه نیومکزیکو، پایگاه هوایی کرتلند، آزمایشگاه ملی سندیا، مؤسسه تحقیقات تنفسی لاولیس، و یادمان ملی سنگ‌نگاره‌ها در این شهر واقع شده‌اند.
البوکرکی دو فرودگاه دارد که فرودگاه بزرگ‌تر آن بندر بین‌المللی آفتاب البوکرکی نام دارد. فرودگاه دوم «فرودگاه دابل ایگل دو» نام دارد.
جاده تاریخی ۶۶ که از شیکاگو به لس‌آنجلس می‌رود از مرکز شهر البوکرکی رد می‌شد و امروزه، گردشگران برای تجربه فضای قدیم مرکز شهر با متل‌ها م مغازه‌هایش به بلوار مرکزی که با پرچم‌های جاده ۶۶ تزئین شده می‌روند.

## مراکز علمی-فرهنگی
- دانشگاه نیومکزیکو
- آزمایشگاه ملی سندیا

## نگارخانه

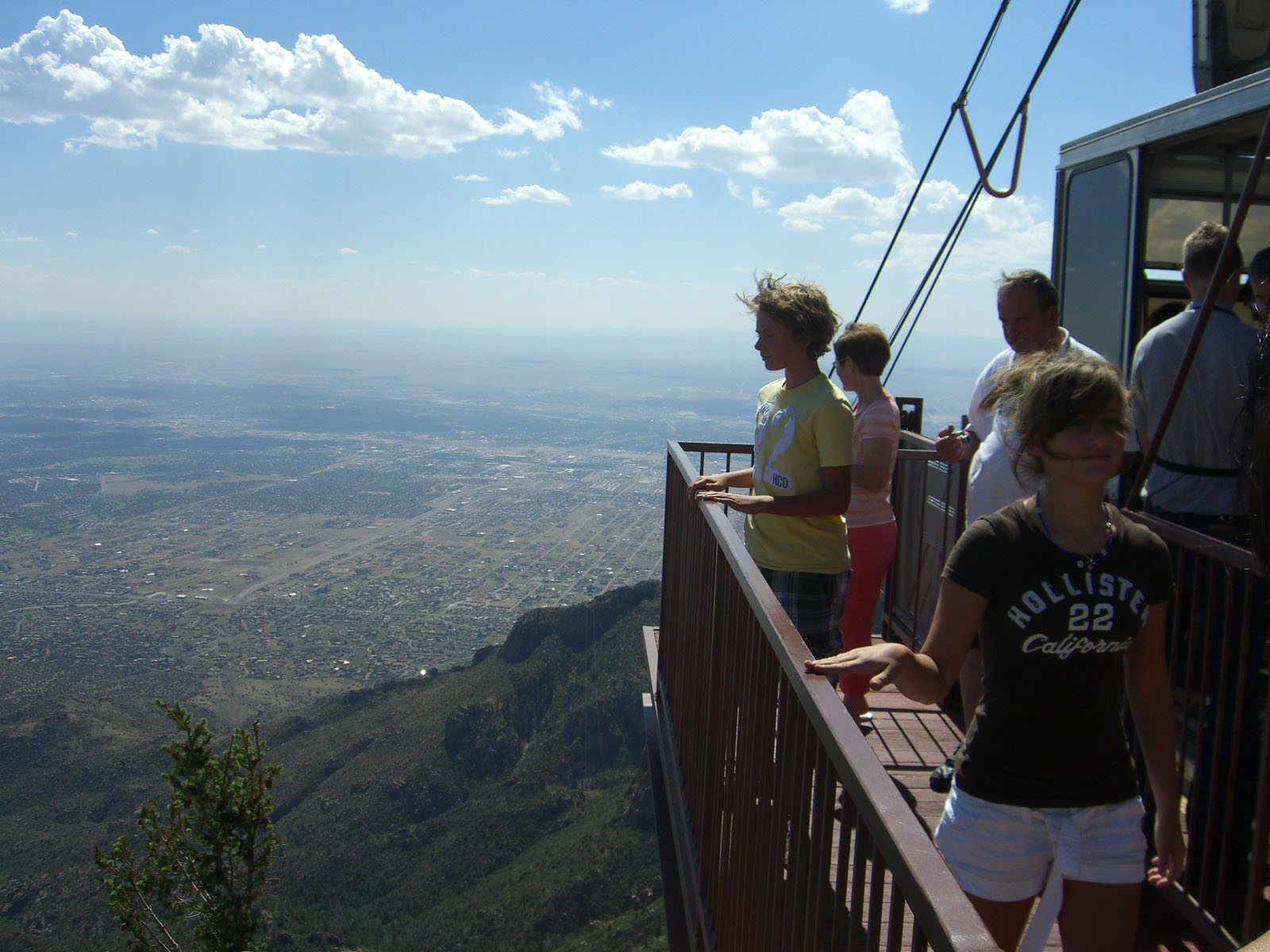

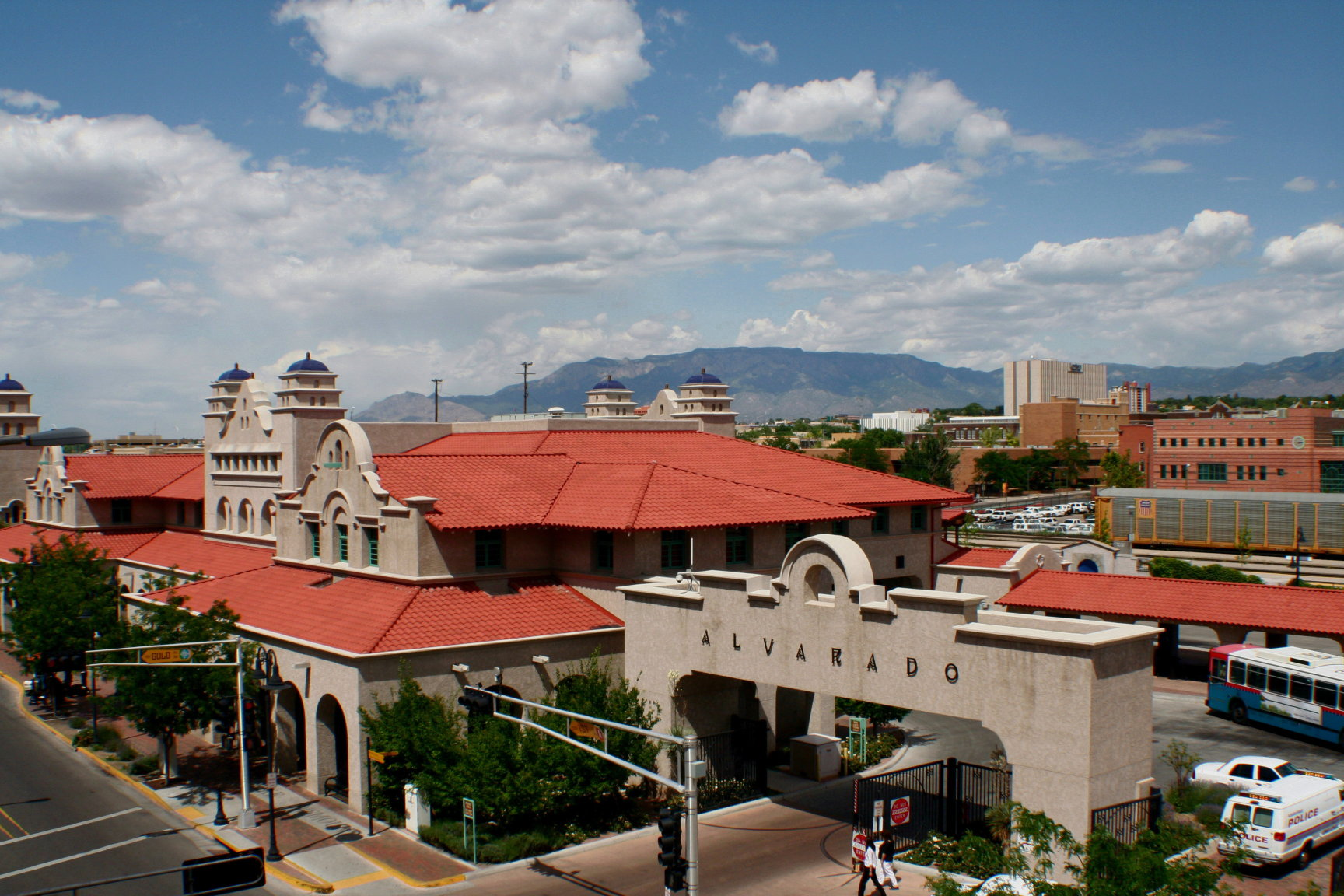
ترمینال اتوبوس آلوارز
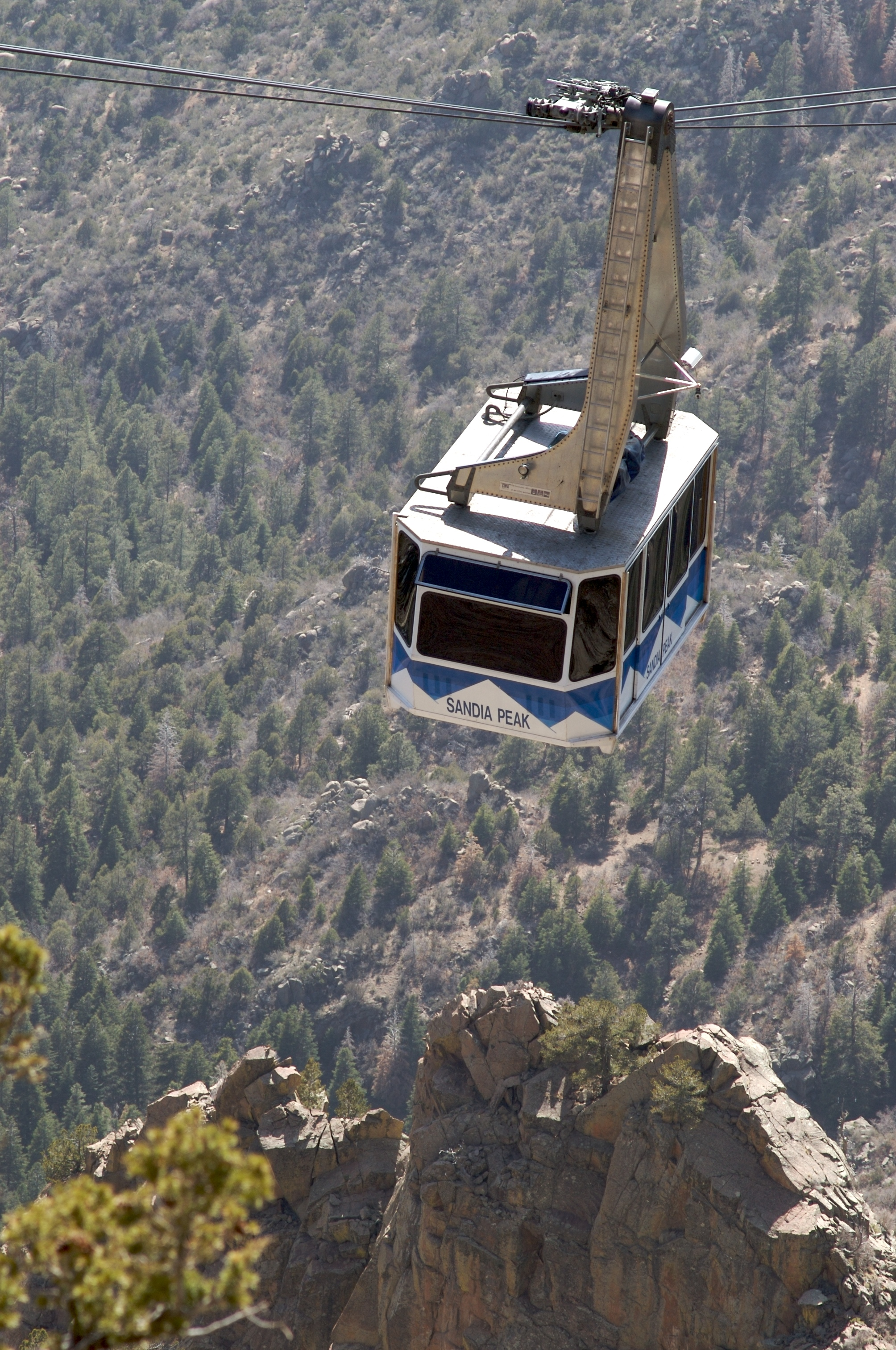
تله‌کابین بر فراز شهر البوکرکی
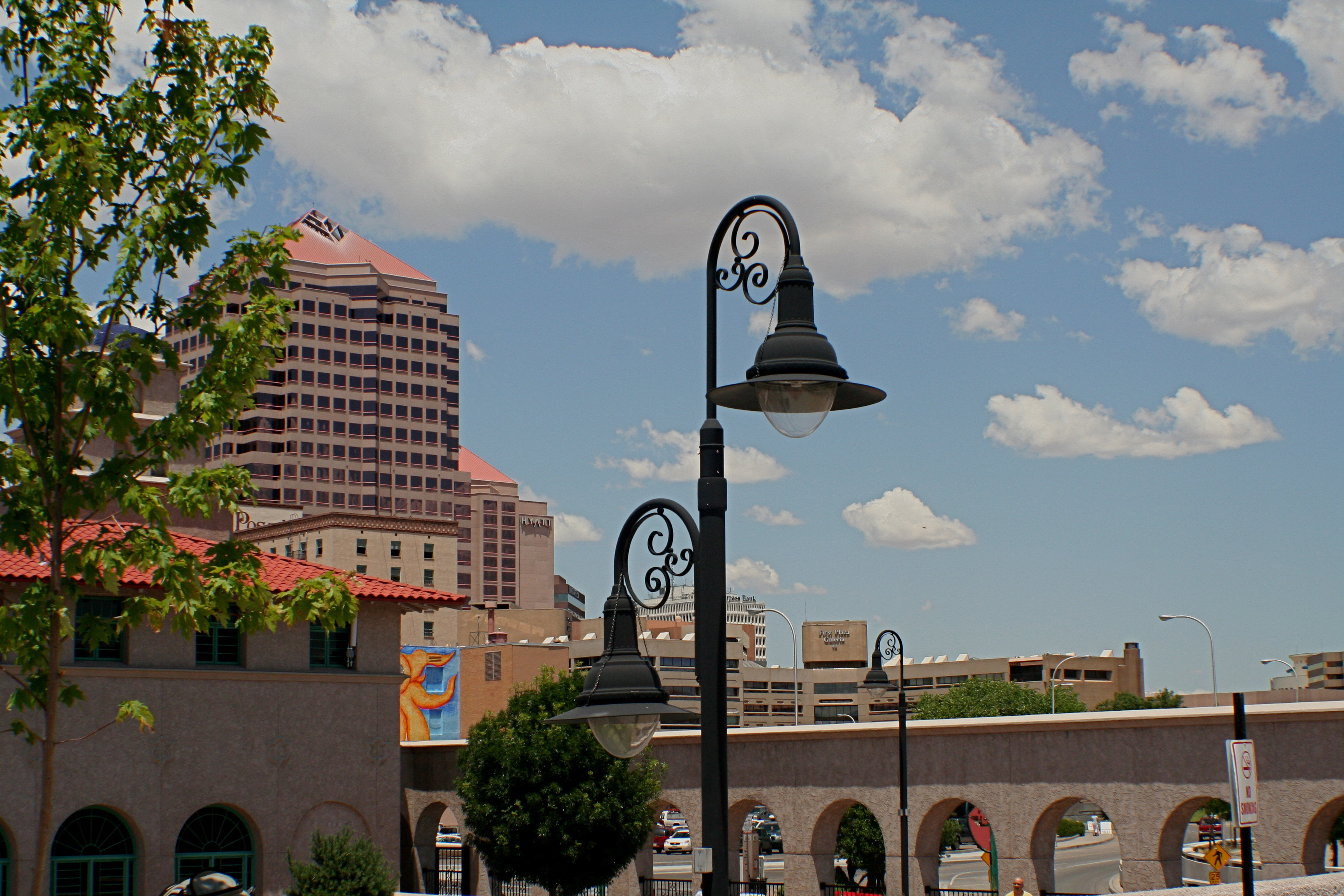
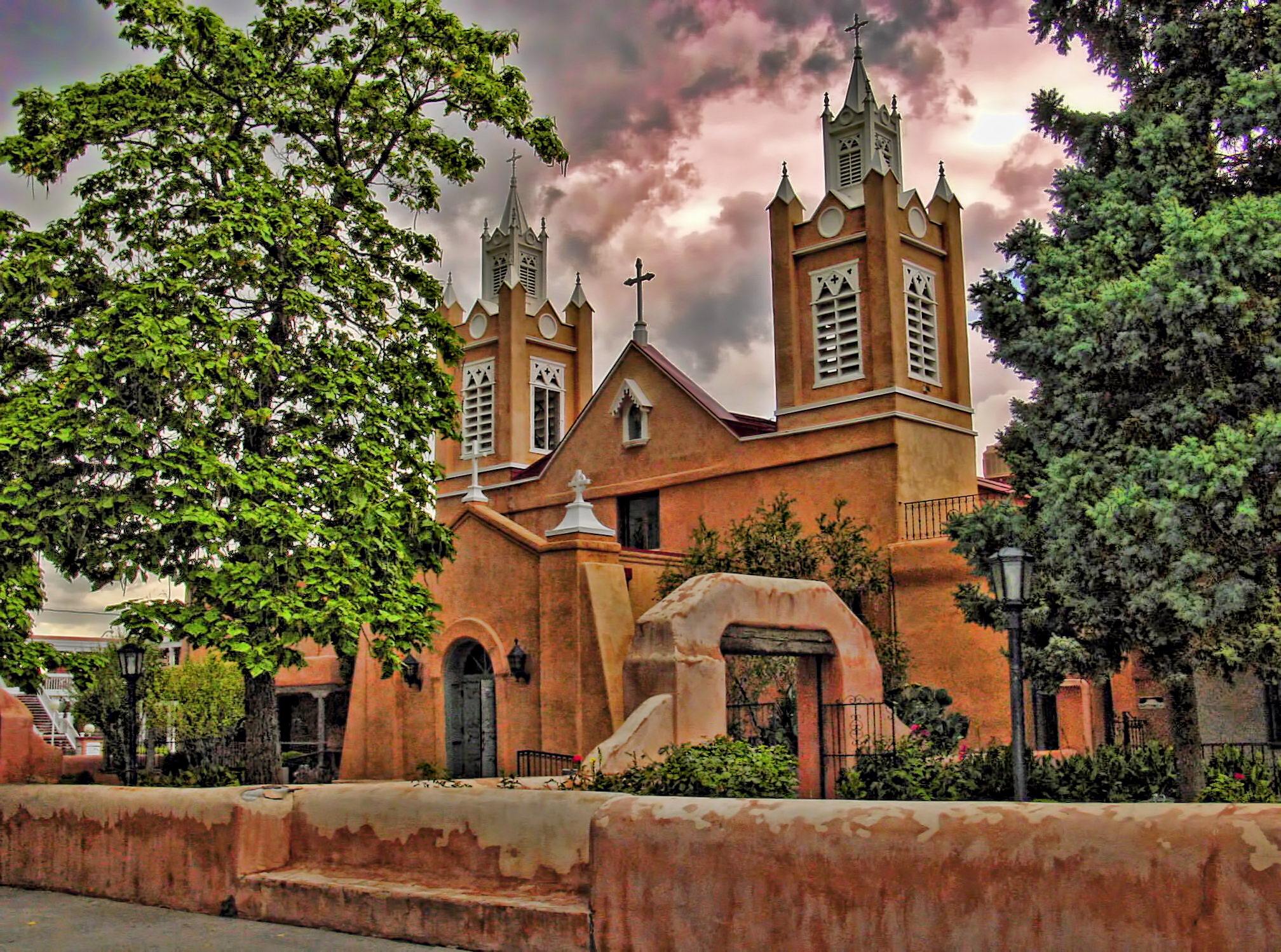
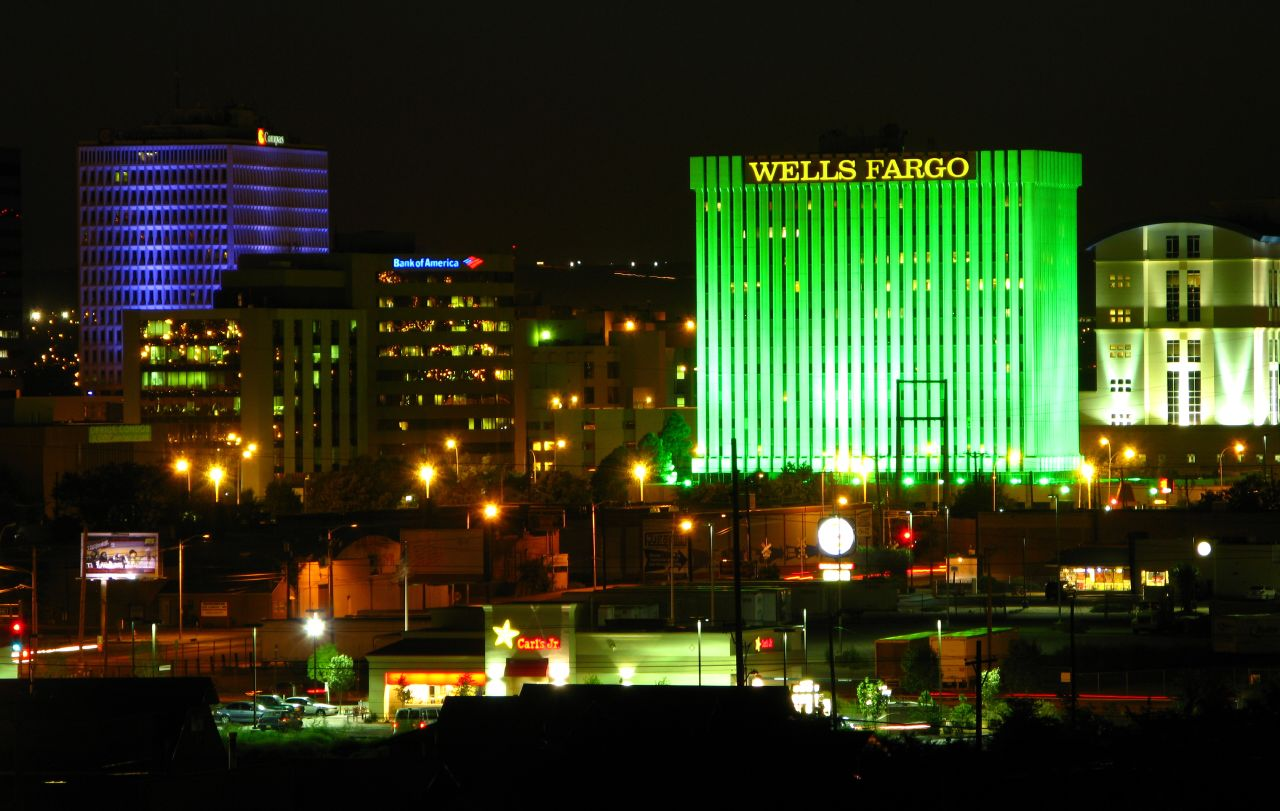